# Краснопільська сотня
Краснопільська сотня — адміністративно-територіальна і військова одиниця Сумського полку Слобідської України.
Сотенний центр — місто Краснопілля (тепер Сумського району Сумської області).

## Історія
Засноване 1656 на річці Сироватці українськими осадцями на чолі з С. Вовченком.
1755 приписна козацька слобода Тимофіївка разом із Осоївкою вже числилася за Рибицькою сотнею.
Анексована 1765 Російською імперією.

## Сотники
- Андрєєв Прокопій (?-1683-1687-?);
- Черторийський Михайло (?-1711-?, помер до 1758 р.);
- Кондратьєв Дмитро Гнатович (?-1719-?);
- Романов Іван Іванович (мол.) (08.06.(18.07).1757 — 23.05.(17.09)1765), 1722 р.н., абшитований поручиком;
- Ямпольський Василь Григорович (30.05.1756 — 23.05.1766), ваканс-сотник (?), в абшит вийшов поручиком.

## Старшини
- Романов Іван Іванович (мол.) з 01.05.1741 — 08.06.(18.07).1757) — підпрапорний;
- Баланов Никифор N (?-1763-?) — сотенний хорунжий;
- Гулянський Федір N (?-1763-?) — сотенний ратушний писар;
- Вовченко Степан Григорович (?-1676-?) — осадчий;
- Дейнека Денис N (?-1762-1763-?) — городовий отаман.